# Ovalipes stephensoni

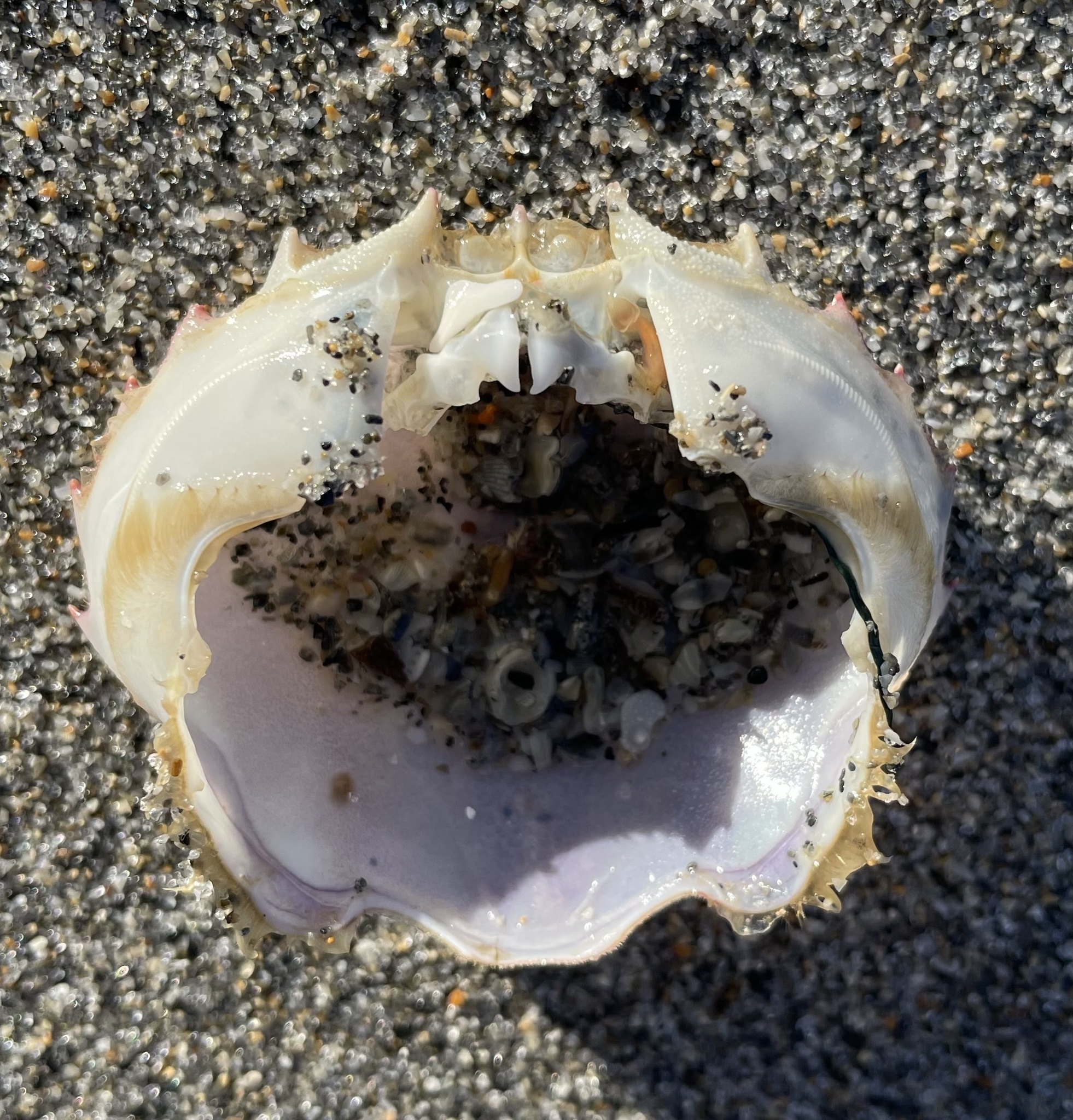
Bild

Ovalipes stephensoni är en kräftdjursart som beskrevs av A. B. Williams 1976. Ovalipes stephensoni ingår i släktet Ovalipes och familjen simkrabbor. Inga underarter finns listade i Catalogue of Life.